# Пашоне-Кватро Страде (Фрозиноне)
Пашоне-Кватро Страде је насеље у Италији у округу Фрозиноне, региону Лацио.
Према процени из 2011. у насељу је живело 278 становника. Насеље се налази на надморској висини од 228 м.